# خربة أم صابونة
خربة أم صابونة هي قرية فلسطينية في قضاء بيسان. وقد أخليت من سكانها من قبل قوات الدفاع الإسرائيلية خلال حرب 1948 العربية-الإسرائيلية في 21 مايو 1948 كجزء من عملية جدعون. كان يقع على بعد 10.5 كم من شمال شرق بيسان وعين أم صابونة. كانت القرية قائمة على أرض منخفضة عن قرية كوكب الهوا المجاورة، عند أسفل الجرف الشاهق الذي كانت كوكب الهوا تجثم عليه. وكانت تقع في الطرف الغربي من غور الأردن, وكان نهر الأردن على بعد 3,3 كيلومترات إلى الغرب منها. وقد استمد الوادي الذي يمتد في اتجاه الشمال الشرقي، والنبع الذي يجاوره، اسميهما من اسم القرية. وعُدت خربة أم صابونة مزرعة في معجم فلسطين الجغرافي المفهرس. وتشير كميات من الفخار المهشم المتناثر فوق القرية، ومثلها أسس الأبنية الدارسة الناتئة من التراب، إلى أن الموقع كان آهلا في العصور الماضية. كان عدد السكان في عام 1948 حوالي 868 نسمة.

## إحتلال القرية
يشير موقع القرية إلى أنها سقطت في سياق عملية جدعون (أنظر الأشرفية، قضاء بيسان). وأقرب القرى التي نجد عنها بعض المعلومات هي قرية كوكب الهوا، التي تبعد عنها كيلومترين فقط. وقد جاء في مصادر عدة أن القرية احتُلت في الفترة الواقعة بين 16 و 21 أيار 1948،  من القوات العراقية التي دخلت البلاد عبر هذه الجبهة بعد 15 أيار، لم تسجل تقدما يذكر في استعادة القرى الموجودة في المنطقة. ومن الأرجح أن سكان خربة أم صابونة طردوا منها وقت تم احتلالها في أيار.

## القرية اليوم
لم يتبقى في الموقع الا ركام من الحجارة. وثمة على أراضي القرية بستان تابع لمستعمرة نفي أور. أما المناطق المرتفعة حول موقعها فيستخدمها المزارعون الإسرائيليون مرعى للمواشي.
لا مستعمرات إسرائيلية على أراضي القرية، أما مستعمرة نفي أور [الإنجليزية] التي أنشئت في عام 1949، فتبعد نحو كيلومتر عن موقع القرية.